# Ayapa, Mexiko
Ayapa är en ort i Mexiko.   Den ligger i kommunen Jalpa de Méndez och delstaten Tabasco, i den sydöstra delen av landet, 600 km öster om huvudstaden Mexico City. Ayapa ligger 7 meter över havet och antalet invånare är 4 761.
Terrängen runt Ayapa är mycket platt. Runt Ayapa är det ganska tätbefolkat, med 166 invånare per kvadratkilometer. Närmaste större samhälle är Jalpa de Méndez, 7,4 km sydost om Ayapa. Trakten runt Ayapa består till största delen av jordbruksmark.